# Arnfinn Bergmann
Arnfinn Bergmann (født 14. oktober 1928 i Trondheim (Strinda), død 13. februar 2011) var en norsk skihopper og fodboldspiller. Hans store sæson var i 1952, hvor han i skihop vandt både det norske mesterskab, VM, Holmenkolracet og guld ved Vinter-OL 1952. Han er den eneste norske skihopper, som har vundet alle disse konkurrencer på en sæson.
Bergmann voksede op i et arbejdermiljø på Pappenheim i Trondheim og meldte sig tidligt ind i Sportsklubben Freidig, som på den tid blev anset som en borgerklub. Ved VM i Lake Placid 1950 vandt han en bronzemedalje.  Han blev i Nordamerika i 1950-1951-sæsonen og vandt alle de konkurrencer her, han deltog i. I 1953 vandt han den italienske skihopuge, og i 1955 vandt han den schweiziske skihopuge. Han blev tildelt Holmenkollmedaljen i 1956 og vandt i alt fire nationale guldmedaljer: i juniorklassen i 1948 og som senior i 1952, 1953 og 1958. Han vandt også nationale bronzemedaljer i 1949, 1955, 1957 og 1959. 
Ved vinter-OL 1952 i Oslo i 1952 var Bergmann på forhånd den lavest rangerende af de norske deltagere, men som sjette af de 44 deltagere sprang han i første runde 67,5 m og fik fine stilpoint. Det var kun landsmanden Torbjørn Falkanger, der var bedre end Bergmann, idet han sprang 68,0 m. I anden runde sprang Bergmann også 68,0 m og havde bedre stilkarakterer end Falkanger; han fik i alt 226,0 point. De fleste andre hoppere klarede sig dårligere i anden runde end i første, og da det blev Falkangers tur, kunne han kun nå ud på 64,0 m, men med gode stilkarakterer, så hans 221,5 point var nok til sølvet, men svenske Kari Holmström fik bronze med 219,5 point.
Han var kvalificeret til vinter-OL 1956 i Cortina d'Ampezzo, men pådrog sig efter lovende træningsresultater i Italien influenza og måtte opgive at stille op.
Særligt i sine unge dage spillede Bergmann også fodbold i Freidig, og han var i 1948 med til at blive norsk mester i 1948 med dette hold.
Han havde en uddannelse fra Statens gymnastikkskole og var desuden uddannet cand.mag. med historie som fag. Han arbejdede omtrent 30 år som lærer i Oslo (bl.a. som gymnastiklærer ved Kirkeveien realskole) og Bærum, længst tid ved Hosletoppen skole, hvor han var i 25 år. Som pensionist vendte han hjem til Trondheim og arbejdede med at etablere skimuseet på Trøndelag Folkemuseum, Sverresborg.